# Laguna Espínola
A  Laguna Espínola é um lago localizado na Guatemala. Localiza-se no departamento de Retalhuleu, Município de Champerico.